# Dajana Cahill
Dajana Cahill (Sydney, 4 de agosto de 1989) é uma atriz australiana.
Tornou-se mais conhecida por sua atuação na telessérie Mortified, no qual interpreta Layla Fry, irmã mais velha da protagonista Taylor Fry (Marny Kennedy).
Dajana também participou da segunda temporada de Sea Patrol, como Carly Walsman.

## Filmografia
| Ano             | Título              | Papel         | Notas                                        |
| --------------- | ------------------- | ------------- | -------------------------------------------- |
| 2006–2007       | Mortified           | Layla Fry     | 26 episódios                                 |
| 2008            | H2O: Just Add Water | Cindy         | Episódio: "Bubble, Bubble, Toil and Trouble" |
| 2008            | Sea Patrol          | Carly Walsman | 4 episódios                                  |
| 2017, 2018-2019 | Neighbours          | Miranda Kelly | Papel convidado                              |